# Jake Johnson (actor)
Mark Jake Johnson Weinberger (Evanston, Illinois, Chicago, 28 de mayo de 1978) es un actor, actor de voz y cómico estadounidense, famoso sobre todo por interpretar a Nick Miller en la comedia de Fox New Girl. Johnson también coprotagonizó la película de 2009 Paper Heart.

## Vida y carrera
Johnson nació en Evanston, Illinois, un suburbio al norte de Chicago, Illinois, hijo de Eve Johnson, artista del vidrio, y Ken Weinberger propietario de un concesionario de coches. Le pusieron el nombre de su tío materno, Mark Johnson, quien había muerto a la edad de 26 años en un accidente de motocicleta en 1977, un año antes del nacimiento de Jake. El padre de Jake procedía de una familia de judíos Ashkenazi, mientras que los antepasados de su madre eran ingleses, irlandeses y católicos polacos. Sus padres se divorciaron cuando tenía dos años y él y sus hermanos mayores, Dan y Rachel, fueron criados por su madre en solitario. Johnson decidió tomar el apellido de su madre mientras cursaba secundaria. El actor ha declarado que más tarde, cuando ya había cumplido los veinte años, su padre reapareció y ahora tienen una buena relación.
Johnson creció en Evanston y se graduó en el New Trier High School en Winnetka. Asistió a la Universidad de Iowa durante dos años antes de mudarse a Nueva York donde logró la admisión en el Departamento de escritura dramática de la prestigiosa Tisch School of the Arts de NYU. En 2002 recibió el premio John Golden Playwriting y la beca Sloan para Escritura de guiones. El grupo del Off-Broadway de Nueva York, The Ensemble Studio Theater, produjo su obra Cousins.
Tras mudarse a Los Ángeles para iniciar su carrera como actor, Johnson trabajó como camarero y asistente de producción. También ha aparecido frecuentemente en diversos programas de humor en Upright Citizens Brigade Theatre en Nueva York y Los Ángeles durante muchos años. Johnson y Eric Edelstein también han actuado como dúo cómico, su programa de sketches "This Is My Friend" apareció con regularidad en The Second City en Los Ángeles. En 2006, Johnson y Edelstein trabajaron con los productores ejecutivos Jason Ritter y Simon Helberg para crear un programa piloto de media hora para televisión basado en su programa de sketches. 
Johnson ha aparecido en numerosos papeles de cine y televisión a lo largo de 2006-2010, incluyendo papeles como invitado en Curb Your Enthusiasm, Lie To Me y FlashForward. En 2010, Steel Train contó con Johnson en su vídeo musical «Turnpike Ghost» como el presentador de televisión Al Scalzo.
En 2011, protagonizó la película de comedia romántica No Strings Attached junto a Natalie Portman y Ashton Kutcher. En 2011, consiguió un papel protagonista en la serie de comedia de Fox New Girl, que fue una de las ocho galardonadas en la categoría "Más Emocionante Nueva Serie" en los Critics' Choice Television Awards, votada por los periodistas que habían visto los episodios pilotos. La serie se estrenó con una buena audiencia, 10,28 millones de espectadores, y en general fue bien recibida por público y crítica. 

### Vida personal
Vive en Los Ángeles con su esposa, Erin Payne, que es artista y tienen dos hijas gemelas. Johnson es aficionado al baloncesto y al tenis, siendo miembro de la Sunday Men's Basketball League y la Interstate 5 Tennis Association.

## Filmografía

### Películas
| Año  | Título                              | Rol                        | Notas                                   |
| ---- | ----------------------------------- | -------------------------- | --------------------------------------- |
| 2008 | Red Belt                            | Guayabera Shirt Man        |                                         |
| 2009 | Paper Heart                         | Nicholas Jasenovec         |                                         |
| 2010 | Get Him to the Greek                | Pinnacle Employee          |                                         |
| 2010 | Ceremony                            | Teddy                      |                                         |
| 2010 | Spilt Milk                          | Todd                       |                                         |
| 2011 | A Very Harold & Kumar 3D Christmas  | Jesucristo                 |                                         |
| 2011 | No Strings Attached                 | Eli                        |                                         |
| 2011 | Ceremony                            | Teddy                      |                                         |
| 2012 | 21 Jump Street                      | Principal Dadier           |                                         |
| 2012 | Safety Not Guaranteed               | Jeff Schwensen             |                                         |
| 2012 | Junk                                | Nicholas Jasenovec         |                                         |
| 2013 | The Pretty One                      | Basel                      |                                         |
| 2013 | Drinking Buddies                    | Luke                       |                                         |
| 2013 | Coffee Town                         | Roomate                    |                                         |
| 2014 | Let's Be Cops                       | Ryan O'Malley              |                                         |
| 2014 | The Lego Movie                      | Barry                      | Voz                                     |
| 2014 | Neighbors                           | Sebastian Cremmington      |                                         |
| 2015 | Jurassic World                      | Lowery                     |                                         |
| 2015 | Digging for Fire                    | Tim                        |                                         |
| 2016 | Joshy                               | Reggie                     |                                         |
| 2017 | Smurfs: The Lost Village            | Pitufo Gruñón              | Voz                                     |
| 2017 | La momia                            | Sergeant Chris Vail        |                                         |
| 2017 | Becoming Bond                       | Peregrine Carruthers       |                                         |
| 2018 | Tag                                 | Randy "Chilli" Cilliano    |                                         |
| 2018 | Spider-Man: Un nuevo universo       | Peter B. Parker/Spider-Man | Voz                                     |
| 2023 | Spider-Man: Across the Spider-Verse | Peter B. Parker/Spider-Man | Voz                                     |
| 2024 | Self Reliance                       | Tommy Walcott              | También director, productor y guionista |
| 2025 | Wildwood                            |                            | Voz                                     |

### Televisión
| Año             | Título               | Rol                    | Notas                                                               |
| --------------- | -------------------- | ---------------------- | ------------------------------------------------------------------- |
| 2007            | Curb Your Enthusiasm | Hombre con el móvil    | Episodio: "The N Word"                                              |
| 2007            | The Unit             | Martin                 | Episodio: "M.P.s"                                                   |
| 2009            | Lie to Me            | Howard Crease          | Episodio: "Love Always"                                             |
| 2010            | FlashForward         | Powell                 | Episodio: "Countdown"                                               |
| 2010            | Drunk History        | Aaron Burr             | Episodio: "Drunk History Vol. 1" - Con la aparición de Michael Cera |
| 2011            | Allen Gregory        | Joel Zadak             | Voz. 6 episodios                                                    |
| 2011—2018       | New Girl             | Nicholas "Nick" Miller | Elenco principal.                                                   |
| 2012            | NTSF:SD:SUV::        | Jorgen                 | Episodio: "The Real Bicycle Thief"                                  |
| 2013            | Coogan Auto          | Derek Guthrie          | Episodio #1.2                                                       |
| 2013            | Drunk History        | William B. Travis      | Episodio: "Wild West"                                               |
| 2013 - presente | High School USA!     | Mr. Structor           | Voz. Elenco principal.                                              |
| 2015            | BoJack Horseman      | Accountant             | Voz. Episodio: "Higher Love"                                        |

## Premios y nominaciones
| Año  | Premio                           | Categoría                           | Por                     | Resultado |
| ---- | -------------------------------- | ----------------------------------- | ----------------------- | --------- |
| 2012 | Premios Gotham                   | Mejor reparto                       | Neighbors               | Nominado  |
| 2012 | Teen Choice Awards               | Revelación masculina                | Nick Miller en New Girl | Nominado  |
| 2013 | Premios de la Crítica Televisiva | Actor de comedia                    | Nick Miller en New Girl | Nominado  |
| 2013 | Teen Choice Awards               | Actor de comedia                    | Nick Miller en New Girl | Nominado  |
| 2013 | Premios Satellite                | Actor de serie de comedia o musical | Nick Miller en New Girl | Nominado  |